# ستيرلينغ فيسيندن
ستيرلينغ فيسيندن (بالإنجليزية: Sterling Fessenden)‏ هو محامي أمريكي، ولد في 29 سبتمبر 1875 في Fairfield, Maine ‏ في الولايات المتحدة، وتوفي في 20 سبتمبر 1943 في شانغهاي في الصين.